# Baek Seung-hyeon
Baek Seung-hyeon (kor. 백 승현; ur. 7 sierpnia 1948) – południowokoreański zapaśnik w stylu klasycznym. Olimpijczyk z Montrealu 1976, gdzie zajął ósme miejsce w kategorii 52 kg. Brązowy medalista mistrzostw świata w 1975, czwarty w 1970, piąty w 1969. Drugi na igrzyskach azjatyckich w 1974 roku.